# Pfarrkirche Groß-Siegharts

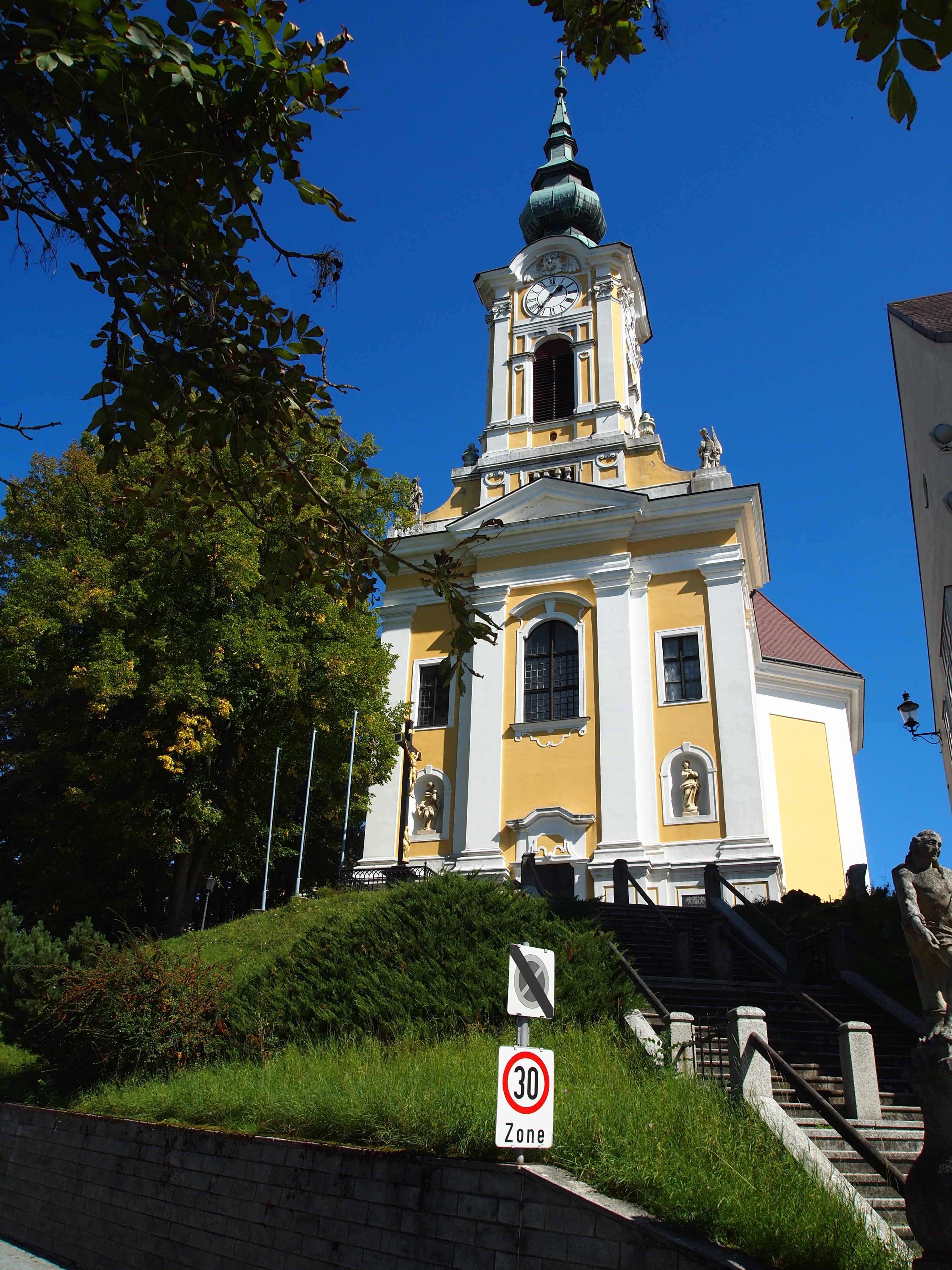
Katholische Pfarrkirche hl. Johannes der Täufer in Groß-Siegharts

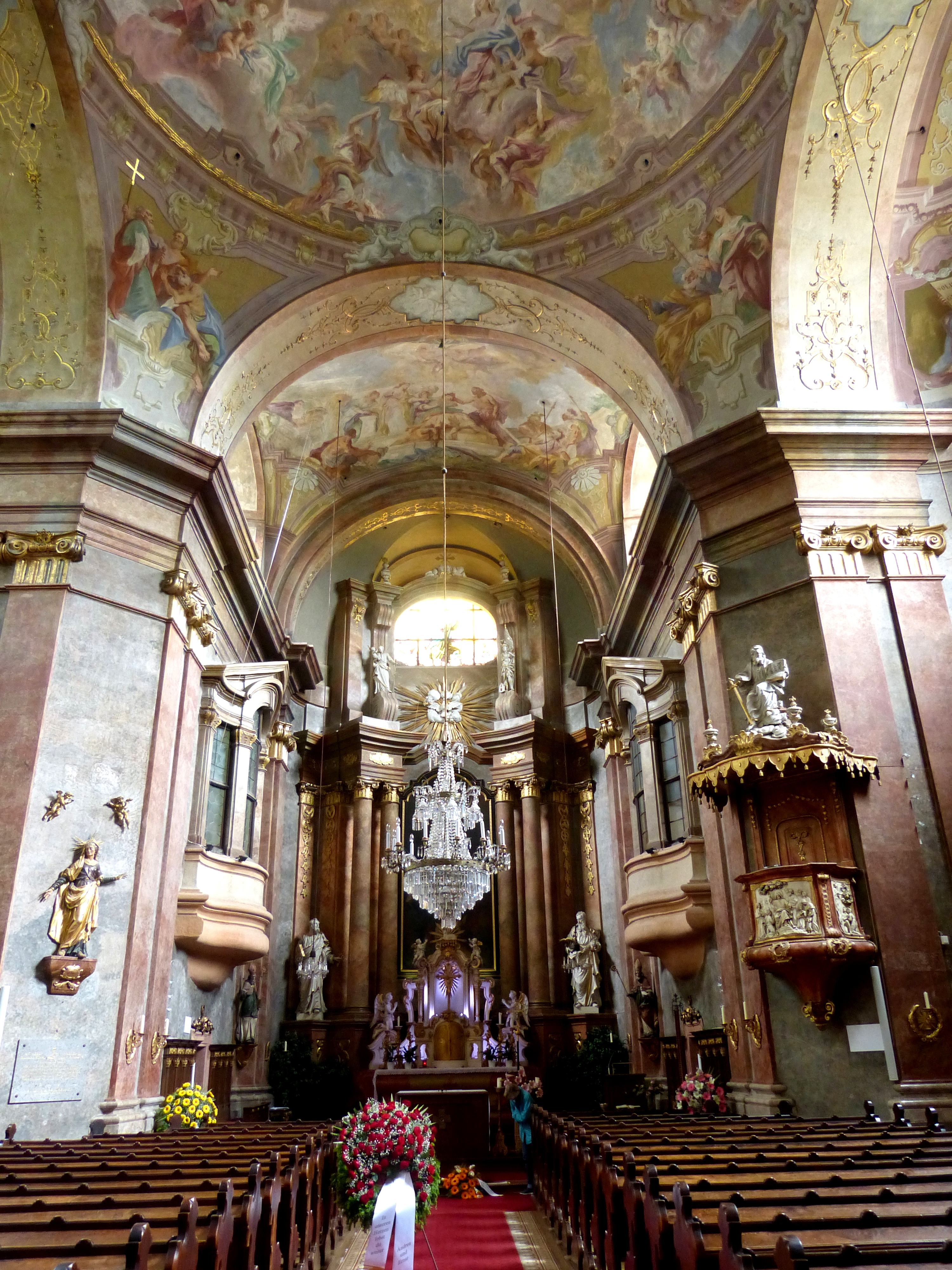
Langhaus, Blick zum Chor

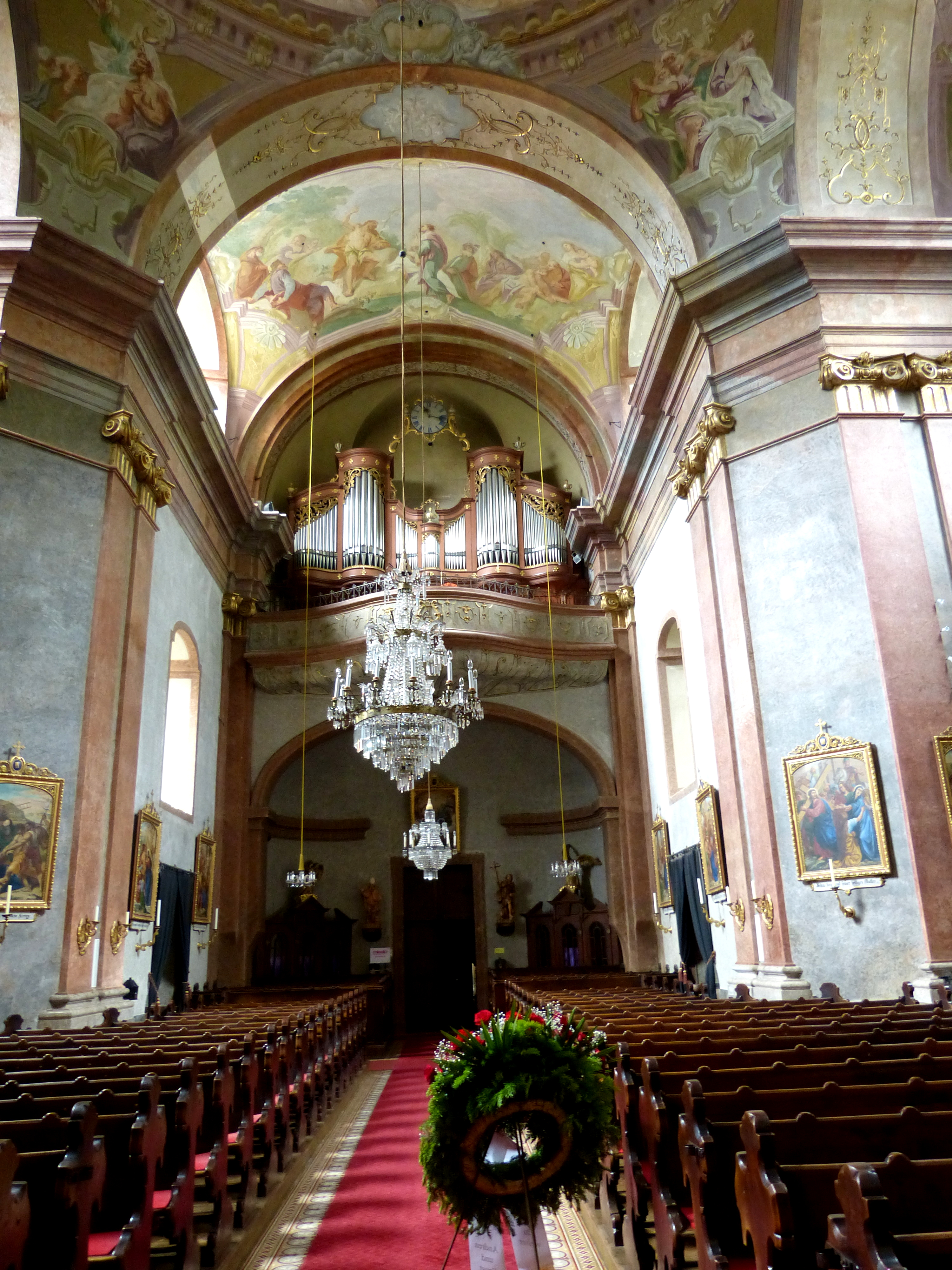
Langhaus, Blick zur Empore

Die römisch-katholische Pfarrkirche Groß-Siegharts steht auf einer Geländestufe erhöht in beherrschender Lage im Osten des Ortes der Stadtgemeinde Groß-Siegharts im Bezirk Waidhofen an der Thaya in Niederösterreich. Die dem Patrozinium hl. Johannes der Täufer unterstellte Pfarrkirche gehört zum Dekanat Waidhofen an der Thaya in der Diözese St. Pölten. Die Kirche steht unter Denkmalschutz (Listeneintrag).

## Geschichte
Bereits vor der Errichtung der bestehenden barocken Kirche gab es einen gotischen Sakralbau, an denen noch erhaltene Fragmente erinnern, die im Außenbereich der Kirche ausgestellt sind. Ab 1722 wurde nach den Plänen des Architekten Donato Felice d’Allio durch Johann Christoph Ferdinand Graf von Mallenthein im Zuge der Entwicklung des Industrieortes erbaut, die Durchführung erfolgte wohl durch Martin Magauer, der Dachstuhl nennt 1726. Die Vollendung des Rohbaus und der Ausbau und die Ausstattung erfolgte nach einem wirtschaftlichen Niedergang des Ortes nur langsam, um 1788 wurde die Ausstattung abgeschlossen. 1783 wurde die Kirche zur Pfarrkirche erhoben. Bis 1802 war die Pfarrkirche von einem Friedhof umgeben. 1894 war eine Renovierung. 1950/1952 war eine Restaurierung.

## Architektur
Die Pfarrkirche bildet mit dem benachbarten Schloss Groß-Siegharts den Kern des Inneren Marktes. Der mächtige barocke Zentralbau mit einer westlichen Turmfassade zeigt sich über einem um 1830 angelegten und 1961 versetzten Treppenaufgang.
Das Kirchenäußere zeigt einen kreuzförmigen Zentralraum mit kürzeren abgeschrägten Querarmen, am Westarm ist ein breiterer dreiachsiger Turmfassadenbau vorgestellt. Die Portale und Fenster wurden erst 1749 vereinfacht ausgeführt. Die Fassaden zeigen eine Riesenpilastergliederung. In Fassadennischen stehen die Figuren der Heiligen Josef und Maria von Franz Barwig dem Jüngeren 1958, auf den Giebelanschwüngen stehen die Statuen der Heiligen Johannes der Täufer, Leopold, Bischof und Pilger aus 1961. Der pilastergegliederte Turmbau hat rundbogige Schallöffnungen und Uhrengiebel, er trägt einen Zwiebelhelm mit den Jahresangaben 1767, 1879 und 1950. Die Fassade ist durch ein umlaufendes Abschlussgesims und eine Feldergliederung aus Putzfaschen zusammengefasst. Der südliche Portalvorbau wurde 1896 mit einer Tempelfront und einem Giebelrelief von Ludwig Schadler erbaut, das Relief zeigt Jesus als guten Hirten.
Das Kircheninnere zeigt einen zur Gänze marmorierten Zentralraum mit einer durchgehenden Ausmalung der Gewölbezone. Die Deckenmalerei schuf Carlo Carlone 1727, 1862 von Georg Mayerhofer, von 1950 bis 1952 restauriert, das Kuppelfresko zeigt die Aufnahme Mariens in den Himmel in einer Ringanordnung, in den Pendentifs Dreiergruppen von Aposteln, in den Querarmkonchen Propheten, in den Platzlgewölben bildhafte Szenen Predigt und Enthauptung Johannes der Täufer. 2015 konnte ein Teil des Deckenfreskos über der Orgel im Zuge einer Diplomarbeit der an der Akademie der bildenden Künste studierenden Lea Huck restauriert werden. 

## Einrichtung
Der Hochaltar entstand von 1764 bis 1773, er nimmt die Apsiskonche ein und ist in die Raumarchitektur eingeordnet.
Die Orgel mit einem spätbarocken geschwungenen Gehäuse beinhaltet ein Werk von Franz Capek 1913 mit 21 Registern. Eine Glocke nennt Ferdinand Vötterlechner 1747.
Das Grosser-Denkmal neben dem linken Seitenaltar birgt eine besondere Geschichte: Die Familie Grosser waren gegen Ende des 18. Jahrhunderts Herrschaftsbesitzer von Groß-Siegharts, Johann Michael I von Grosser war als k. und k. Hof- und Kammerjuwelier bei Kaiserin Maria Theresia und aufgrund vorzüglicher Arbeiten geadelt und in den Ritterstand erhoben worden. Aufgrund einer neuen Begräbnisordnung des Kaisers durften die Adeligen dann aber nicht mehr in Grabmonumenten in den Kirchen bestattet werden. Deshalb ließ Sohn Michael II. von Grosser in der Groß-Sieghartser Kirche von Bildhauer Karl Georg Merville ein Denkmal errichten. Es ist aus Zinn gefertigt und stellt dar, wie sein Vater Abschied nehmend vom Tod ins Grab hinuntergeführt wird, umringt von damals typischen Vergänglichkeitssymbolen wie zum Beispiel einer Sanduhr, einem Käuzchen, einem verdorrten Zweig oder einer abgebrochenen Säule. Im Hintergrund ist eine Grabpyramide dargestellt, die angeblich in einer geheimnisvollen Runenschrift verkündet, dass der Verstorbene hier hätte ruhen sollen.